# Elaiosom
En elaiosom är en fettkropp på ett frö. Fettet sitter utanpå fröet och gör att myror lockas att bära iväg fröet. När de senare (vid stacken) tar loss fettet, slängs fröet iväg. Myrspridning av frön, så kallad myrmekokori, är vanligt hos till exempel violer, fryle och många sorters euphorbia.

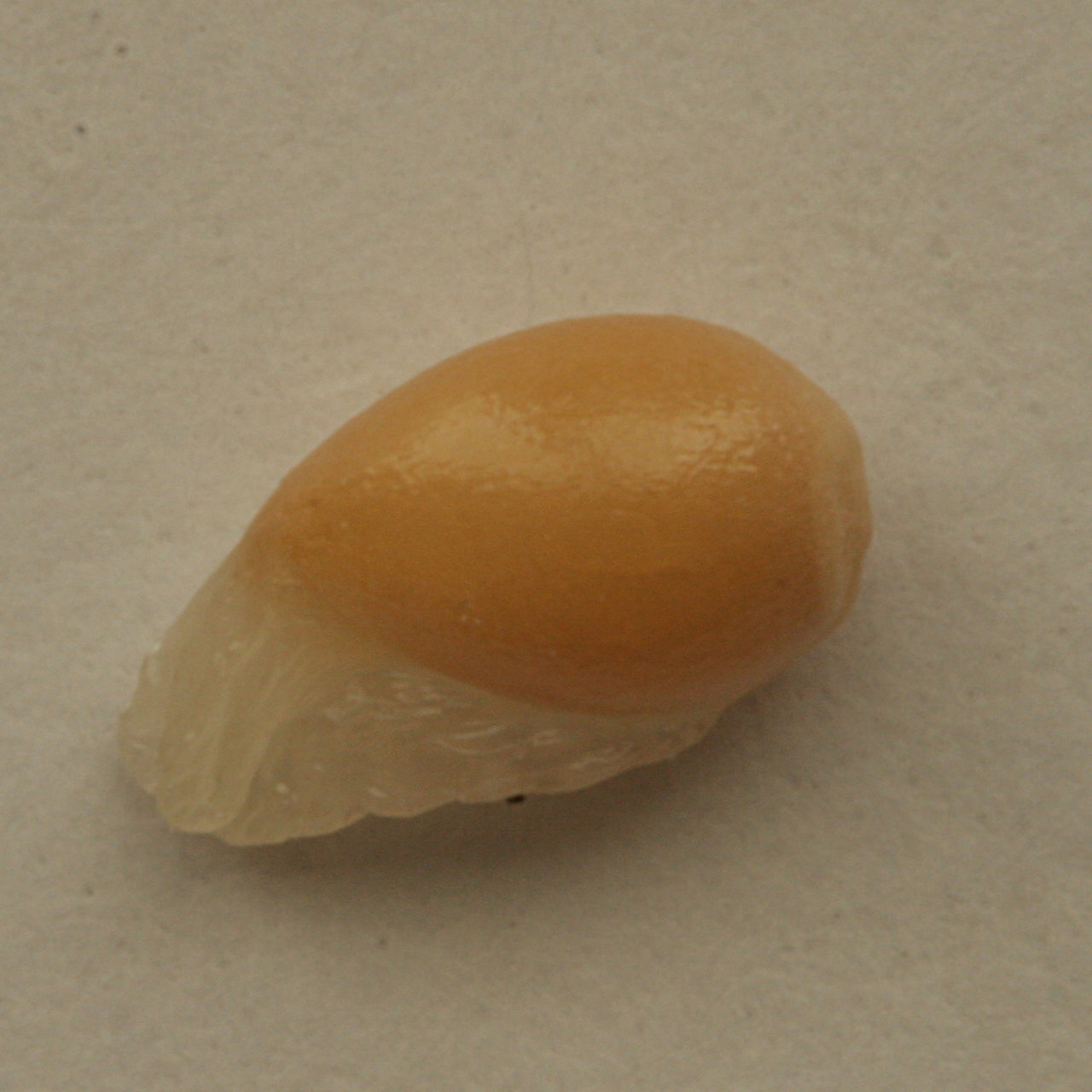
Frö av luktviol med elaiosom.
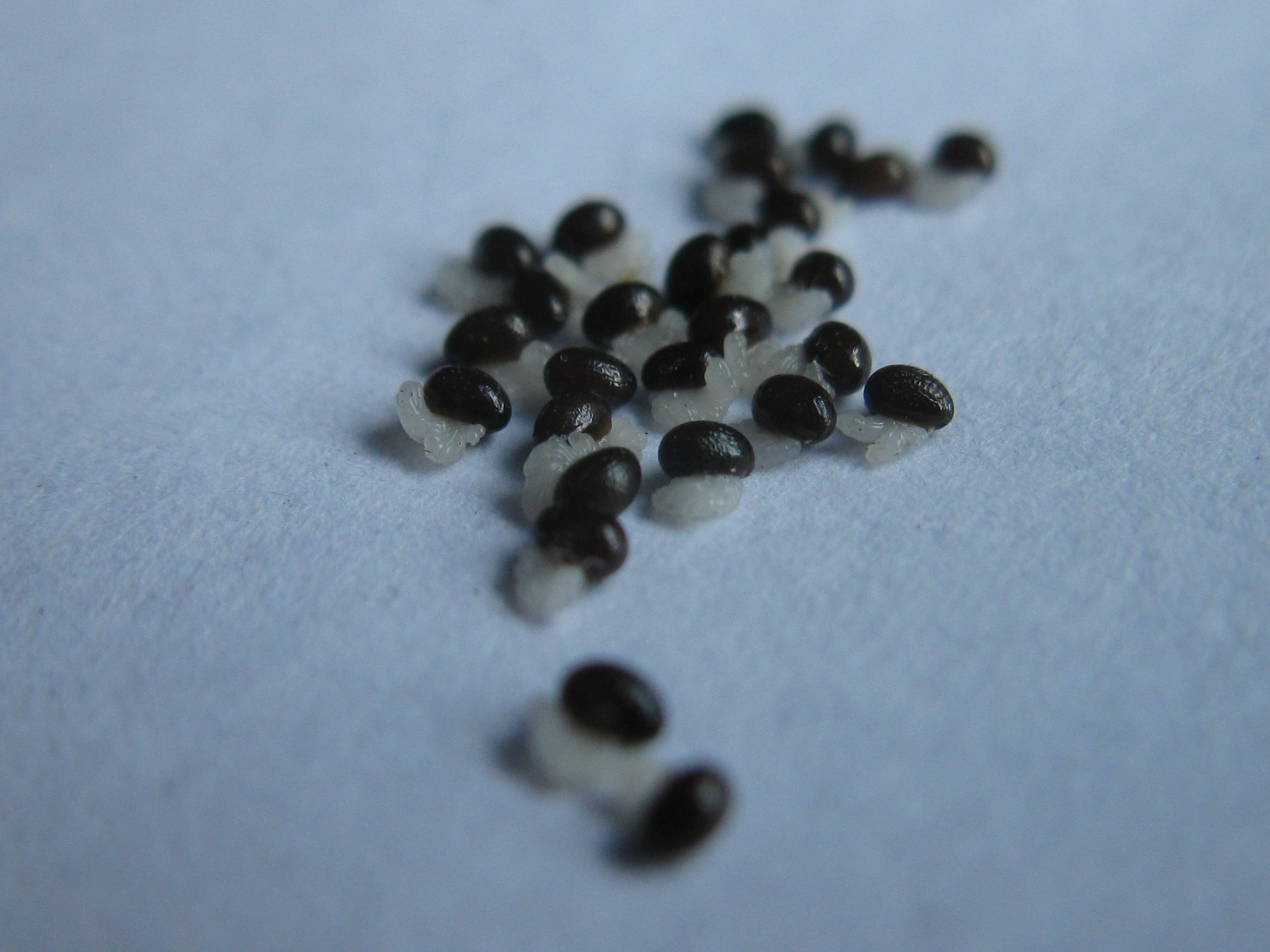
Frön från skelört med elaiosom
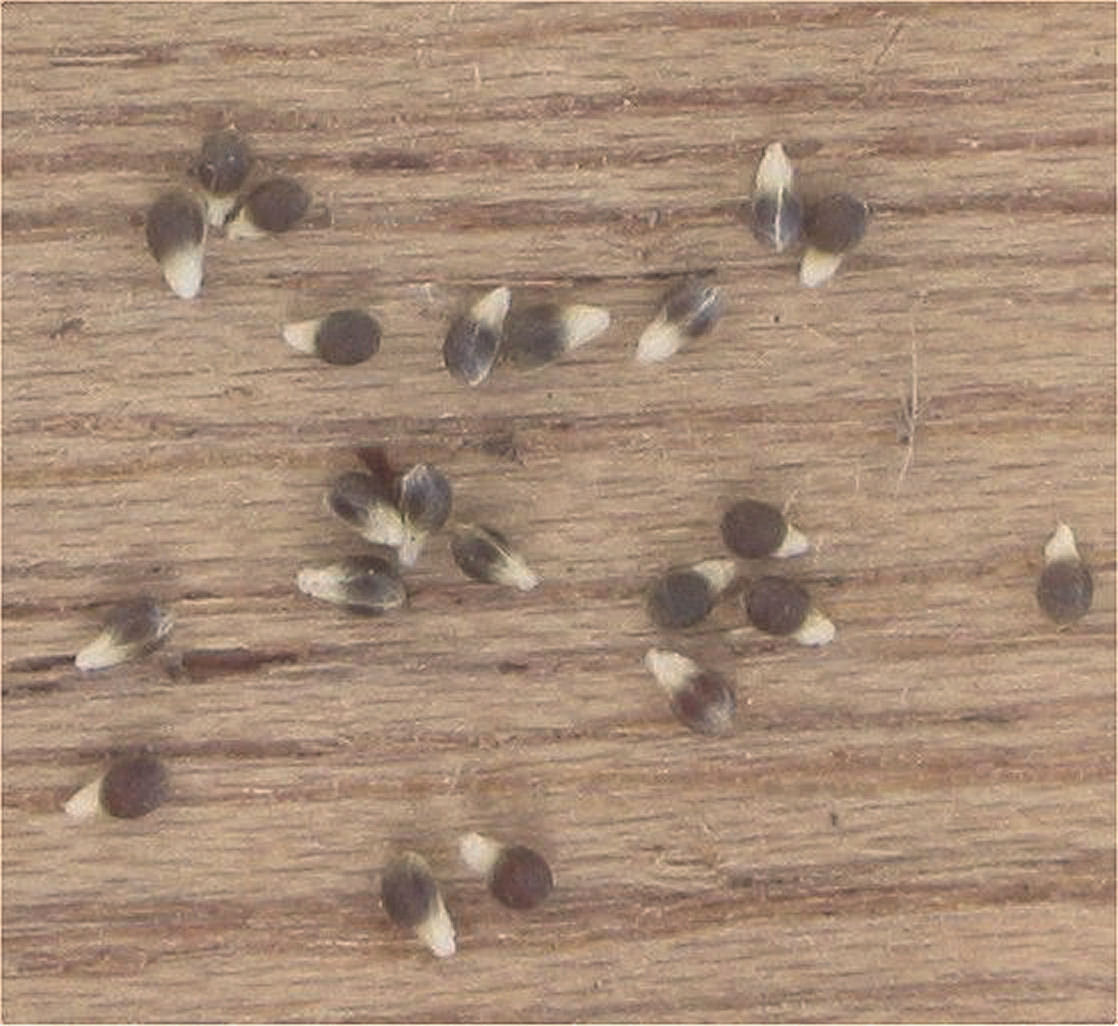
Frön av knippfryle med ljust elaiosom.
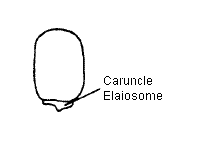
Elaiosom hos en euphorbiaväxt.
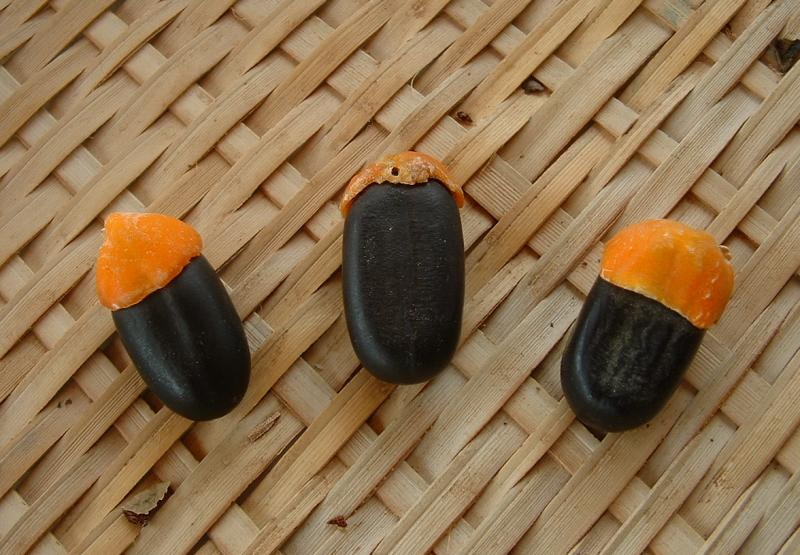
Frön från Afzelia africana med orange elaiosom